# Kość epokcypitalna

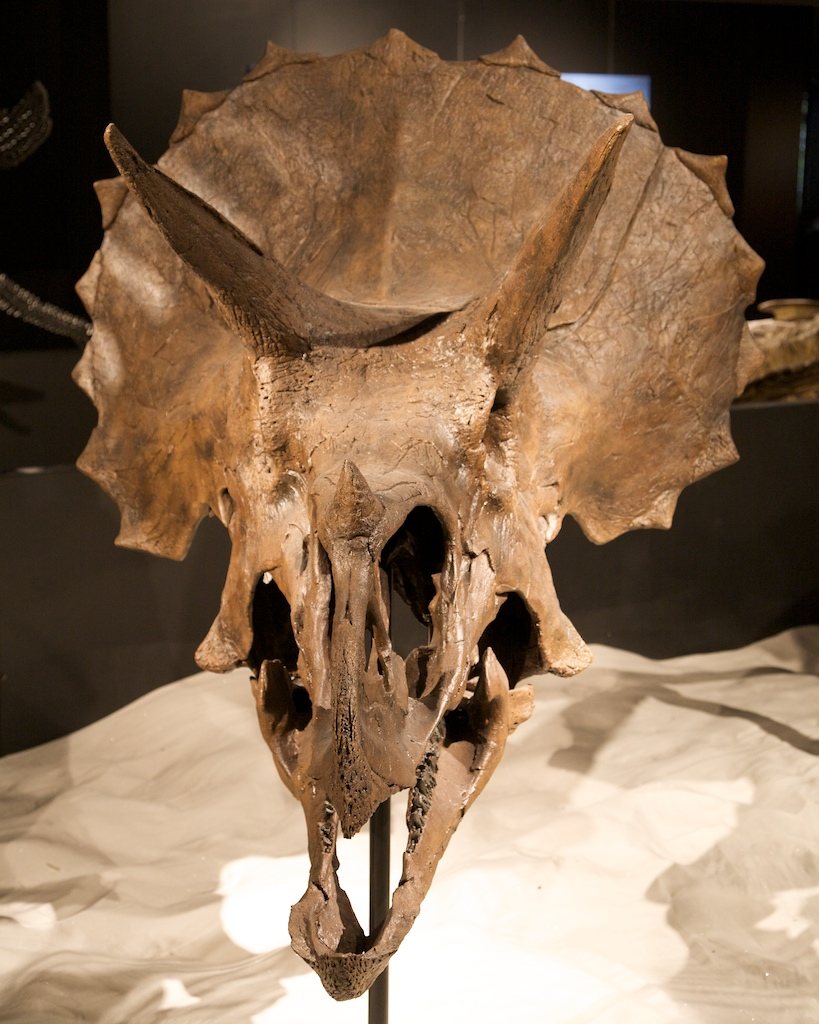
Czaszka triceratopsa widziana z przodu. Brzeg kryzy tworzą kości epokcypitalne

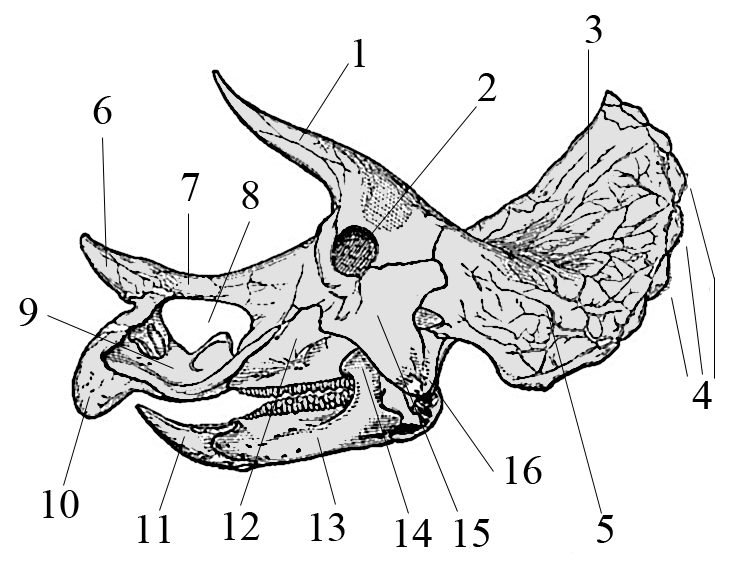
Na czaszce Triceratops prorsus kości epokcypitalne oznaczono numerem 4

Kość epokcypitalna (ang. epoccipital) – charakterystyczna kość wyścielająca kryzę dinozaurów z rodziny ceratopsów. Jej nazwa jest myląca, gdyż kość nie wiąże się z kością potyliczną (łac. os occipitale, ang. occipital bone). Początkowo były oddzielnymi kośćmi, które zrastały się podczas wzrostu zwierzęcia z kośćmi łuskowymi bądź ciemieniowymi, tworzącymi podstawę kryzy. Kości te pełniły rolę bardziej zdobniczą niż funkcjonalną, mogły pomagać w odróżnianiu osobników poszczególnych gatunków. Kości epokcypitalne występowały prawdopodobnie u wszystkich znanych Ceratopsidae z możliwym wyjątkiem w postaci zuniceratopsa. Wydają się szeroko zróżnicowane pomiędzy centrozaurynami o krótkiej kryzie i chasmozaurynami o kryzach długich. U Centrosaurinae były eliptyczne o ograniczonej podstawie. U Ceratopsinae natomiast były trójkątne o szerokiej podstawie. Prócz tego u różnych gatunków występowały różnice w kształcie i ilości tychże struktur. Szczególnie u centrozaurów, jak centrozaur, styrakozaur czy pachyrinozaur, kości te były długie, przyjmowały kształt szpikulców i haków. Dobrze znanym przykładem jest szorstki, piłokształtny skraj szerokich, trójkątnych kości epokcypitalnych kryzy triceratopsa.
Angielski termin epoccipital ukuł sławny paleontolog Othniel Charles Marsh w 1889.